# Семеак (кантон)
Семеак  (фр. Séméac, окс. Semiac) — кантон во Франции, находится в регионе Юг — Пиренеи. Департамент кантона — Верхние Пиренеи. Входит в состав округа Тарб.
Код INSEE кантона 6522. Всего в кантон Семеак входят 10 коммун, из них главной коммуной является Семеак.

## Коммуны кантона
| Коммуна        | Население, чел. (2012) | Почтовый индекс | Код INSEE |
| -------------- | ---------------------- | --------------- | --------- |
| Алье           | 387                    | 65360           | 65005     |
| Ангос          | 226                    | 65690           | 65010     |
| Барбазан-Дебат | 3446                   | 65690           | 65062     |
| Бернак-Дебат   | 665                    | 65360           | 65083     |
| Бернак-Десю    | 291                    | 65360           | 65084     |
| Вьель-Адур     | 511                    | 65360           | 65464     |
| Монтиньяк      | 111                    | 65690           | 65321     |
| Саль-Адур      | 503                    | 65360           | 65401     |
| Сарруй         | 546                    | 65600           | 65410     |
| Семеак         | 4632                   | 65600           | 65417     |

## Население
Население кантона на 2007 год составляло 11 577 человек.
| 1962 | 1968 | 1975 | 1982   | 1990   | 1999   | 2006   |
| ---- | ---- | ---- | ------ | ------ | ------ | ------ |
| 7021 | 7718 | 8627 | 10 572 | 10 549 | 11 018 | 11 449 |